# Вічная пам'ять

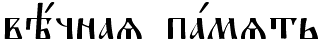
Вічная пам'ять церковнослов'янською мовою

«Вічная пам'ять» (грец. αἰωνία ἡ μνήμη) — піснеспів, використовуваний в православному богослужінні для врочистого поминання покійних. Він використовується також Східними католицькими церквами, які дотримуються візантійського обряду (в тому числі УГКЦ).
Спочатку вираз використовувався для прославляння живих або померлих видатних осіб. Виникнення такої практики відносять до елліністичного періоду. В християнстві вираз використовувався у тому самому значенні, але вже щодо покійного. Спочатку це стосувалося церковних діячів (наприклад, у Діяннях Халкидонського собору 451 року виголошується «Вічна пам'ять Кирилові!»), а потім і імператорів (наприклад, у чині Торжества православ'я).
У пізнішій практиці «Вічная пам'ять» стала послідуванням панахиди за будь-яким покійним. Воно тричі співається за наступною схемою:
- диякон: «У блаженнім успінні вічний спокій подай Господи, усопшим рабам твоїм, ім'ярек[1]: і сотвори їм вічную пам'ять»
- хор: «Вічная пам'ять! Вічная пам'ять! Вічная пам'ять!»

Під час проголошення «вічної пам'яті» прийнято робити три удари у дзвін. У богослужбовій практиці «вічная пам'ять» зазвичай співається після заупокійних послідувань і їй зазвичай передує панахидне проголошення.
«Вічная пам'ять», будучи заупокійним богослужбовим текстом, не співається на честь святих. Під час церемонії канонізації святого покійному востаннє виголошують «вічную пам'ять», а потім співають йому величання як новопрославленому святому. Виняток у вигляді проголошення «вічної пам'яті» у її початковому значенні зберігся лише в ряді богослужбових текстів, наприклад, у службі рівноапостольним Костянтинові і Олені або в Чині Торжества православ'я.
У Католицькій церкві існує схожий піснеспів для поминання покійних — «Упокій вічний» (лат. «Requiem Æternam»). Від його першого слова заупокійна меса отримала назву реквієм.

## Вплив на культуру
- Даний вислів використовується у пісні Оксани Білозір «Свіча». Пісня присвячена пам'яті жертв Голодомору.
- «Вічная пам'ять» - назва фінального епізоду серіалу «Чорнобиль»